# Капитан первого ранга (фильм)
«Капитан первого ранга» — советский фильм 1958 года режиссёра Александра Мандрыкина по мотивам одноимённого романа А. С. Новикова-Прибоя.
Фильм снят на киностудии «Таллинфильм» — первый снятый в Эстонии фильм в широкоэкранном формате.

Одно из наиболее удачных произведений эстонского кино — широкоэкранный фильм «Капитан первого ранга», созданный в 1958 году. В основу его положен известный роман Новикова-Прибоя. Картина покоряет зрителей талантливой игрой актёров и глубоко социальным содержанием.— Эстония глазами друзей / П. Сиркес. — Кишинёв: Картия Молдовеняскэ, 1963. — 68 с. — стр. 66

## Сюжет
Много мытарств прошёл матрос Захар Псалтырёв в царском флоте, где мордобой и издевательства над человеком вошли в обычай. Но благодаря природному уму и упорству малограмотный простой крестьянский парень сумел избежать судьбы многих своих товарищей, спившихся, потерявших человеческое достоинство. Капитан 1-го ранга Лезвин, командир крейсера «Святослав», сам задыхающийся в тяжёлой атмосфере царского самодержавия, по-отечески полюбил своего вестового за его простую русскую душу, сметливый ум, любовь к родине и ненависть к несправедливости. Многому научился Захар у Лезвина, но вскоре им пришлось расстаться. Захар становится активным подпольщиком-большевиком. Проходят годы войн и революций, тяжёлого времени становления Советской власти, и настаёт день, когда Захар возвращается на свой корабль капитаном 1-го ранга и становится его командиром.

## В ролях
- Борис Ливанов — Николай Васильевич Лезвин
- Михаил Орлов — Захар Псалтырёв
- Владимир Емельянов — Виктор Григорьевич Железнов, вице-адмирал
- Олев Эскола — граф Леопольд Эверлинг
- Нинель Мышкова — Лезвина
- Галина Инютина — Настасья, мать Вали
- Эве Киви — Валя
- Аста Виханди — Луиза Эверлинг
- Борис Жуковский — контр-адмирал Вислоухов
- Валентин Архипенко — Лаврентий Касьянович Кудинов, боцман
- Вячеслав Сирин — Гаврила Титов, матрос
- Михаил Дубрава ― матрос Сергеев
- Павел Первушин — эпизод
- Вольдемар Алев — эпизод
- Антс Лаутер — эпизод
- Галина Кравченко — эпизод

## Фестивали и награды
Фильм участвовал на Всесоюзном кинофестивале (1959), получил вторую премию за работу звукооператора.